# Pedro de Sousa Holstein

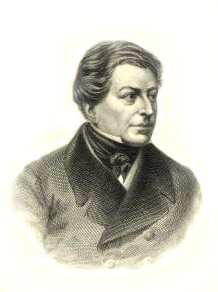
Pedro de Sousa Holstein.

Pedro de Sousa Holstein, 1e graaf en markies van Palmela, 1e hertog van Faial, 1e hertog van Palmela (Turijn, 8 mei 1781 - Lissabon, 12 oktober 1850) was een Portugees politicus en militair ten tijde van de monarchie. Hij was een belangrijk leider van de cartisten, vertegenwoordigde Portugal bij het Congres van Wenen, was meermaals minister en tussen 1834 en 1846 driemaal premier van Portugal. Bovendien was hij ook ambassadeur in Kopenhagen, Berlijn en Rome.

## Levensloop
Palmela stamde uit een adellijke familie en zijn vader was actief als diplomaat. In zijn jeugd leefde hij met zijn familie in verschillende Europese staten. Van 1791 tot 1795 studeerde hij aan een internaat in Genève, waar hij teruggestuurd werd naar Portugal om er aan de Universiteit van Coimbra te studeren. In 1796 trad hij al op vijftienjarige leeftijd toe tot het Portugese leger. In 1806 werd hij werkzaam op de Portugese ambassade in Rome, waar zijn vader toen ambassadeur was. Nadat zijn vader later dat jaar overleed, nam Palmela diens functie over en werd dus al op 21-jarige leeftijd ambassadeur bij de Heilige Stoel. Tijdens zijn tijd in Italië leerde hij taalwetenschapper Wilhelm von Humboldt kennen en begon het Portugese heldenepos De Lusiaden in het Frans te vertalen. In 1807 keerde hij naar Portugal terug.
Nadat de troepen van Napoleon in 1807 Portugal bezet handen, bleef hij in Portugal wonen en nam vanaf 1808 deel aan de veldslagen om Portugal van de Fransen te bevrijden. Omdat zijn sterkte veel meer lag op het diplomatieke gebied dan op het oorlogsgebied, werd hij in 1810 vanuit Brazilië door prins-regent Johan benoemd tot Portugees vertegenwoordiger bij de Spaanse kroon. In 1812 werd hij benoemd tot ambassadeur in Londen en in 1815 vertegenwoordigde hij zijn land op het Congres van Wenen, waarna hij terugkeerde naar Londen. In 1817 werd hij benoemd tot minister van Buitenlandse Zaken, maar omdat hij daarvoor naar Rio de Janeiro, waar de Portugese regering resideerde, moest reizen en hij daar geen zin had, weigerde hij de functie. Nadat er in 1821 een liberale revolutie plaatsvond in Portugal, reisde Palmela toch naar Brazilië om koning Johan VI terug mee te brengen naar Lissabon. Na de aankomst in Lissabon werd hij opnieuw tot minister van Buitenlandse Zaken benoemd.
Toen in 1824 koningin Charlotte Joachime en prins Michaël probeerden om via een staatsgreep het absolutisme in Portugal te herstellen, werd Palmela als liberaal korte tijd geïnterneerd in Torre de Belém. Nadat Johan VI de machtsgreep van zijn vrouw en zoon kon tegenhouden, werd Palmela geadeld als markies en als ambassadeur naar Londen gestuurd.
De volgende jaren gebeurde er heel wat in Portugal. In 1826 overleed koning Johan VI, waarna zijn oudste zoon Peter IV de nieuwe koning van Portugal werd. Omdat Peter al keizer van Brazilië was, liet hij de troon over aan zijn toen nog minderjarige dochter Maria II. Haar oom Michaël zou voor haar regeren als regent en later met haar trouwen, waarna Maria en Michaël samen Portugal zouden regeren. In 1828 zette Michaël Maria II af, waarna hij het absolutisme herstelde. Toen Palmela dit te weten kwam, nam hij ontslag als ambassadeur en begaf zich naar Porto. Hij ontmoette er João Carlos de Saldanha Oliveira e Daun en wilde samen met hem de strijd van de liberalen tegen de absolutisten aangaan. Het bleek echter al snel dat het nog te vroeg was om de strijd tussen de absolutisten op te starten, omdat de liberalen toen nog te zwak waren tegenover koning Michaël I. Daarop verliet Palmela Portugal om in ballingschap te gaan naar het Verenigd Koninkrijk. Vele liberalen beschouwden dit als een vlucht en het leidde tot een crisis in de liberale kringen. In Londen ontmoette hij de vroegere koningin Maria II, die vanuit Rio de Janeiro in ballingschap op weg was naar Wenen.
Op 11 augustus 1829 versloeg António José Severim de Noronha een absolutistische vloot op het Azoreneiland Terceira. Dit eiland was het enige deel van Portugal dat niet geregeerd werd door Michaël. Severim de Noronha benoemde Palmela vervolgens als hoofd van de liberalen in ballingschap. Peter IV trad in 1831 af als keizer van Brazilië en nam de titel hertog van Bragança aan. Peter benoemde Palmela tot hoofd van een regentschapsraad die tot aan zijn aankomst in Portugal Terceira moest regeren. Palmela begaf zich naar de Azoren om het voorzitterschap van de regentschapsraad op zich te nemen. Samen met Severim de Noronha organiseerde hij een militaire operatie om de rest van de Azoren te veroveren van de absolutisten. In 1832 kwam Peter aan in de Azoren, waarna het voorzitterschap van de regentschapsraad van Palmela eindigde. Palmela werd vervolgens benoemd tot minister van Buitenlandse en van Binnenlandse Zaken in de liberale tegenregering. Ook nam hij deel aan de landing van de troepen van Peter IV nabij Porto, waarmee de Miguelistenoorlog van start ging. Vervolgens trad Palmela af als minister van Buitenlandse Zaken om zich naar het Verenigd Koninkrijk te begeven. Daar moest hij van de Portugese liberalen in ballingschap geldmiddelen vragen om de gevechten van de liberalen financieel te ondersteunen. Door de organisatie van deze nodige geldmiddelen droeg Palmela onrechtstreeks bij aan de overwinning van de liberalen bij de Miguelistenoorlog in 1834.
Na de oorlogszege en de nieuwe troonsbestijging van Maria II werd Palmela in 1834 voor het eerst benoemd tot premier van Portugal. De eerste regering van Palmela was echter van korte duur, omdat hij door zijn tegenstanders bekritiseerd werd en door zijn aanhangers gedwongen werd om zijn premierschap te beëindigen, wat hij in 1835 dan ook deed. In de volgende regering onder leiding van João Carlos de Saldanha Oliveira e Daun werd hij minister van Buitenlandse Zaken. Na de septemberrevolutie van 1836, waarbij de setembristen aan de macht kwamen, werd hij als leider van de cartisten in ballingschap gestuurd. De setembristen moesten echter de diplomatieke ervaring van Palmela erkennen en benoemden hem tot vertegenwoordiger van Portugal bij de kroning van de Britse koningin Victoria. In 1841 keerde hij terug uit Londen, waarna hij benoemd werd tot senator en tot Senaatsvoorzitter.
Nadat António Bernardo da Costa Cabral in 1842 via een staatsgreep in Porto de laatste setembristische regering ten val bracht, benoemde Maria II opnieuw een cartistische regering onder leiding van Palmela. Hij bleef echter twee dagen in functie, aangezien Costa Cabral de nieuwe sterke man van Portugal was geworden. Vervolgens werd António José Severim de Noronha de nieuwe premier en die regeerde tot in 1846 met dictatorische volmachten. De echte macht lag echter in handen van Costa Cabral. Palmela ondersteunde de cartistische politiek van Costa Cabral, maar niet de manier waarop hij zijn regeringsmacht gebruikte. Kort nadien verliet hij de actieve politiek, nadat zijn echtgenote zwaar ziek werd. Na de opstand van Maria da Fonte, die de dictatuur van Costa Cabral in 1846 beëindigde, werd hij door de koningin opnieuw benoemd tot premier. Palmela, aanzien als gematigde cartist, zou een gematigde cartistisch-setembristische regering leidden, waarvan de prominente setembrist Bernardo de Sá Nogueira de Figueiredo deel uitmaakte. Na korte tijd ontsloeg de koningin Palmela echter om terug een streng cartistische regering aan te stellen onder leiding van João Carlos de Saldanha Oliveira e Daun. Dit laatste zorgde voor een burgeroorlog en Palmela werd gedwongen om in ballingschap te gaan. Pas na het einde van de burgeroorlog keerde hij in 1847 naar Portugal terug en in 1848 verliet hij de actieve politiek definitief. Hij overleed twee jaar later.
- Biblioteca Nacional de España: XX1444671
- Bibliothèque nationale de France: cb166048366 (data)
- Gemeinsame Normdatei: 1029542295
- International Standard Name Identifier: 0000 0000 6713 2746
- Library of Congress Control Number: n80051701
- Nederlandse Thesaurus van Auteursnamen: 068622481
- Système universitaire de documentation: 082846960
- Virtual International Authority File: 28369126